# Cambas (Oleiros)
Cambas é uma povoação portuguesa sede da Freguesia de Cambas do Município de Oleiros, freguesia com 47,35 km² de área e 254 habitantes (censo de 2021), tendo, por isso, uma densidade populacional de 5,4 hab./km².

## Demografia
A população registada nos censos foi:
| Ano  | 0-14 Anos | 15-24 Anos | 25-64 Anos | > 65 Anos |
| 2001 | 24        | 21         | 138        | 164       |
| 2011 | 15        | 13         | 123        | 158       |
| 2021 | 4         | 11         | 85         | 154       |

## Localização geográfica

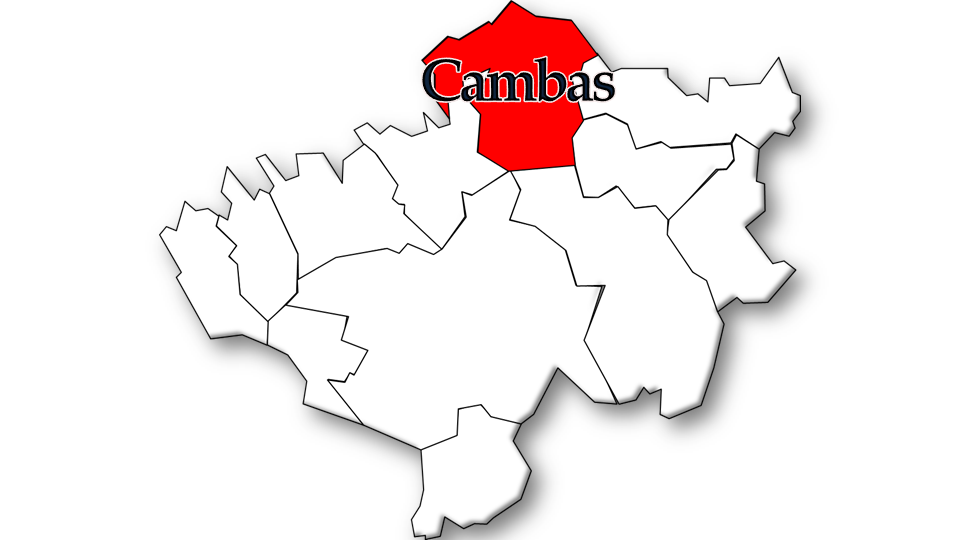
Localização da freguesia no Município de Oleiros

Cambas está situada nas margens do rio Zêzere.

## Topónimo
A palavra Cambas deriva do latim, com a designação camba, cambae, significando curva.
No entanto esta palavra parece ter uma origem diferente da maior parte das palavras latinas, que advinham do etrusco, principal povo da peninsula itálica, fundador do Império Romano, e da língua dos outros povos dessa península. Os romanos, como povo conquistador que foram, assimilaram muitas das palavras dos povos que conquistaram, e muitas dessas palavras têm origem celta e pertenciam ao vocabulário dos povos que antes dos romanos habitavam a Península Ibérica, nomeadamente na parte que constitui hoje o território português.
Uma dessas palavras era, certamente, "cambas". A origem desta palavra parece estar na língua celta, com a raiz em kamb, cujo significado era "serpente", "serpentear" e também "curvas" - quando fossem muitas.
Foi com este significado que a palavra passou, para o latim, e deste para o português, apesar de hoje em dia raramente ser usada com tal significado.
Analisando historicamente o nome, pode mesmo dizer-se que, no caso da terra existir antes da chegada dos romanos, era natural que o seu nome tenha sido este Kamb ou Cambas, com o significado de terra das curvas do rio. E virtude das curvas que o este dá a partir daqui.
E analisando, por exemplo, um texto do século passado, escrito pelo Padre Manoel Dias Barata, natural da freguesia, que ao descrever o rio nestas paragens, refere a certa altura que é desta terra para baixo os matos são tão frondosos e as margens tão íngremes, que ninguém ousou por elas passar, melhor podemos compreender porque deram tal nome a esta terra muitos séculos antes: Cambas era sem duvida a terra das curvas do rio. Rio que visto dos altos parece exatamente uma serpente. Seria mesmo a primeira e única terra das curvas, pois daqui para baixo, daqui para os locais onde o rio dá mais curvas, era difícil passar; e se nas palavras do Padre Manoel Dias Barata, há cem anos, isso era tarefa quase impossível, como seria no tempo da reconquista…
A palavra Cambas, para designar o nome da terra, aparece desde muito cedo nos documentos oficiais portugueses. Assim, desde pelo menos de D. Sancho I, rei de Portugal, que o nome de Cambas é citado e referido. A primeira que se destaca é de 5 de Julho de 1199, data em que D. Sancho, na altura de passagem pela Covilhã, doa a Herdade de Áçafa, por troca com as igrejas de Mogadouro e Penas Roias, e onde Cambas aparece como limite da herdade de Áçafa, tal como Oleiros, a Serra do Muradal e o Rio Zêzere. Relevante ao que este documento de D. Sancho I apresenta Cambas como um lugar que já existia, e refere, também, que se situa junto à via (estrada) que vai de Oleiros para a Covilhã.
Portanto é normal que Cambas já fosse, nessa altura, o ponto de travessia do rio desta via, entre a margem direita e esquerda, sendo o percurso dessa via, provavelmente, junto ao rio; de Cambas passaria por Ademoço, Penedos de Janeiro, Janeiro de Baixo, Dornelas, Ourondo, Paul e Covilhã. Desta estrada ainda restam alguns vestígios, por exemplo, junto ao porto dos barcos de Cambas, onde os trilhos das rodas dos carros de bois aparecem marcados na rocha, indicando, certamente, um ponto de passagem de muitos séculos. Historicamente as principais aldeias da freguesia, em especial as que se situam junto ao rio, confundem-se, assim, com a fundação de Portugal.
É de notar, contudo, que há referências a um povoamento anterior à nacionalidade, sendo de referir os vestígios castrenses existentes em locais próximos, como é o caso dos penedos de Janeiro que são um local altivo, numa ravina natural de um e do outro lado do Zêzere, com mais de uma centena de metros de altura.

## História
O repovoamento destas aldeias, durante a reconquista desta parte do território português pelos primeiros reis de Portugal, deve ter sido uma necessidade imediata, sentida desde logo, muito em parte devido à posição estratégica de algumas destas aldeias, situadas junto ao rio, que, durante essa reconquista constituíram uma importante fronteira natural.
Importante ao longo de muitos séculos na vida destas aldeias foi a Igreja, que foi senhora de todas as terras destes sítios, sendo ainda proprietária da barca que fazia a travessia do Zêzere, recebendo por isso parte dos impostos na região.
Cambas foi sede de um pequeno priorado do Padroado Real, sendo o prior nomeado directamente pela casa real. O prior, além de todos os bens que possuía e da parte dos impostos que lhe cabiam, recebia ainda anualmente, uma renda do rei, sendo esta igreja, por isso, uma das mais ricas de toda a região. O priorado de S. João Baptista de Cambas pertenceu ainda durante alguns anos à diocese da Guarda, sendo nessa altura a mais rica de todas as suas igrejas.
O prior da Igreja de S. João Baptista de Cambas, assim se chamou durante muitos anos, tinha rebanhos de cabras e ovelhas, soutos de castanheiros, muitas oliveiras, terras e, inclusive dois ou três cavalos para se deslocar. Foi a Igreja que mandou abrir levadas, que a partir das ribeiras irrigavam as várzeas junto ao rio. Estas levadas ainda hoje se mantêm.
Do antigo priorado de S. João Baptista de Cambas faziam parte, além das terras que constituem ainda hoje a freguesia de Cambas, as freguesias de Vilar Barroco, que foi desanexada de Cambas no século XVIII, e algumas das aldeias que hoje fazem parte da freguesia do Estreito, como são o caso do Roqueiro, Retaxo, Vale do Orvalho e Torre, tal como a freguesia de Orvalho, que no século XV foi igualmente desanexada e se tornou uma vigaria dependente da Igreja e do Cura de Janeiro de Baixo.
Em finais do século XVIII, mais propriamente em Janeiro de 1792, através de uma bula do Papa Pio VI, "Quoniam Ecclesiasticum", bula esta confirmada por Beneplócito Régio de Janeiro de 1794, as aldeias de Roqueiro, Retaxo, vale da Torre e Vale de Orvalho, mais próximas do Estreito do que de Cambas, passam a pertencer religiosamente a paróquia do Estreito, que havia sido criada no século XVI, continuando, no entanto no civil a pertencer a Cambas e ao concelho do Fundão.
A questão dos limites da paróquia e freguesia de Cambas ficou definitivamente resolvida, mantendo essa configuração até hoje, com o decreto de 29 de Novembro de 1836, que pela primeira vez incorporou a freguesia no concelho de Oleiros, determinando-se nesse decreto que os locais que religiosamente pertenciam para o Estreito, também o passassem a ser civilmente.
A freguesia que pertenceu ao Termo da Covilhã, aparece no concelho do Fundão logo que este é criado, tal como Vilar Barroco e Orvalho, também hoje do concelho de Oleiros; pelo Decreto de 29 de Novembro de 1836, a freguesia de Cambas é incorporada, pela primeira vez, no concelho de Oleiros, tal como o são igualmente as freguesias de Orvalho e Vilar Barroco.
Em 1839 a freguesia de Cambas aparece novamente no concelho do Fundão, tal como as freguesias de Orvalho e Vilar Barroco. Na década de quarenta do século dezanove, aparece, novamente, no concelho de Oleiros, tal como as freguesias vizinhas de Orvalho e Vilar Barroco.
Com a extinção do concelho de Oleiros, que se deu a 14 de Janeiro de 1868, a freguesia de Cambas é incorporada no concelho de Pampilhosa da Serra. Orvalho e Vilar Barroco regressam ao concelho do Fundão. Quase dois anos depois, mais propriamente a 28 de Dezembro de 1869, o concelho de Oleiros é restaurado com todos os lugares que antes lhe pertenciam, deixando Cambas, em consequência disso, o concelho de Pampilhosa, assim como Orvalho e Vilar Barroco deixam o concelho do Fundão.
Finalmente a 7 de setembro de 1895, a freguesia de Cambas é dissolvida, passando Pisoria, Rouco de Cima e Rouco de Baixo, aldeias da margem esquerda do rio, para a freguesia de Amieira, continuando por isso a pertencer ao concelho de Oleiros; as aldeias da margem direita do rio, que constituem a maior parte da freguesia e onde se encontra localizada a sede, passaram a pertencer à freguesia de Janeiro de Baixo e consequentemente, incorporadas no concelho de Pampilhosa da Serra. No ano seguinte, mais propriamente a 21 de Maio de 1896 a freguesia é restaurada com todos os lugares que antes lhe pertenciam, e em consequência disso passou a pertencer, até hoje, ao concelho (atual município) de Oleiros.

## Património
- Igreja de S. João Baptista (matriz) e Igreja Velha
- Capelas de Nossa Senhora de Fátima, de Nossa Senhora da Saúde, de Nossa Senhora do Bonfim, de Nossa Senhora dos Remédios, de Nossa Senhora da Conceição, de Santa Margarida e de S. João
- Fornos
- Moinhos de água
- Azenhas
- Praia fluvial
- Trecho do rio Zêzere